# Мурашколюб Барона
Мурашколюб Барона (Myrmecophilus baronii) — вид прямокрилих комах родини мурашколюбових (Myrmecophilidae).

## Поширення
Вид поширений на Сицилії, Мальті та у Тунісі (тут вперше виявлений у 2014 році).

## Спосіб життя
Мешкає у мурашниках роду Camponotus.